# Taiwan Open 2016 - Qualificazioni singolare

## Teste di serie
1. Miyu Katō (qualificata)
2. Laura Pous Tió (qualificata)
3. Zhang Yuxuan (qualificata)
4. Hiroko Kuwata (ultimo turno, Lucky loser)
5. Marina Melnikova (ultimo turno, Lucky loser)
6. Liu Chang (ultimo turno)

1. Xu Yifan (ultimo turno)
2. Sherazad Reix (qualificata)
3. Ayaka Okuno (qualificata)
4. Aleksandrina Najdenova (ultimo turno)
5. Junri Namigata (ultimo turno)
6. Ljudmyla Kičenok (qualificata)

## Qualificate
1. Miyu Katō
2. Laura Pous Tió
3. Zhang Yuxuan

1. Sherazad Reix
2. Ayaka Okuno
3. Ljudmyla Kičenok

### Lucky Loser
1. Hiroko Kuwata

1. Marina Melnikova

## Tabellone qualificazioni

### Legenda
| - Q = Qualificato - WC = Wild card - LL = Lucky loser | - ALT = Alternate - SE = Special Exempt - PR = Protected Ranking | - w/o = Walkover - r = Ritirato - d = Squalificato |

### Sezione 1
|  | Primo turno | Primo turno      | Primo turno      | Primo turno | Primo turno |  |  | Ultimo turno | Ultimo turno   | Ultimo turno | Ultimo turno | Ultimo turno |  |
|  |             |                  |                  |             |             |  |  |              |                |              |              |              |  |
|  |             |                  |                  |             |             |  |  |              |                |              |              |              |  |
|  |             |                  |                  |             |             |  |  | 1            | Miyu Katō      | 6            | 3            | 6            |  |
|  |             | Michaela Hončová | Michaela Hončová | 4           | 4           |  |  | 11           | Junri Namigata | 4            | 6            | 2            |  |
|  | 11          | Junri Namigata   | Junri Namigata   | 6           | 6           |  |  |              |                |              |              |              |  |

### Sezione 2
|  | Primo turno | Primo turno            | Primo turno            | Primo turno | Primo turno |  |  | Ultimo turno | Ultimo turno           | Ultimo turno | Ultimo turno | Ultimo turno |  |
|  |             |                        |                        |             |             |  |  |              |                        |              |              |              |  |
|  |             |                        |                        |             |             |  |  |              |                        |              |              |              |  |
|  |             |                        |                        |             |             |  |  | 2            | Laura Pous Tió         | 6            | 65           | 6            |  |
|  | WC          | Chien Pei-ju           | Chien Pei-ju           | 1           | 2           |  |  | 10           | Aleksandrina Najdenova | 4            | 7            | 3            |  |
|  | 10          | Aleksandrina Najdenova | Aleksandrina Najdenova | 6           | 6           |  |  |              |                        |              |              |              |  |

### Sezione 3
|  | Primo turno | Primo turno | Primo turno | Primo turno | Primo turno |  |  | Ultimo turno | Ultimo turno | Ultimo turno | Ultimo turno | Ultimo turno |  |
|  |             |             |             |             |             |  |  |              |              |              |              |              |  |
|  |             |             |             |             |             |  |  |              |              |              |              |              |  |
|  |             |             |             |             |             |  |  | 3            | Zhang Yuxuan | 6            | 63           | 6            |  |
|  | WC          | Cho I-hsuan | Cho I-hsuan | 1           | 1           |  |  | 7            | Xu Yifan     | 4            | 7            | 2            |  |
|  | 7           | Xu Yifan    | Xu Yifan    | 6           | 6           |  |  |              |              |              |              |              |  |

### Sezione 4
|  | Primo turno | Primo turno        | Primo turno        | Primo turno | Primo turno |  |  | Ultimo turno | Ultimo turno  | Ultimo turno  | Ultimo turno | Ultimo turno |  |
|  |             |                    |                    |             |             |  |  |              |               |               |              |              |  |
|  |             |                    |                    |             |             |  |  |              |               |               |              |              |  |
|  |             |                    |                    |             |             |  |  | 4            | Hiroko Kuwata | Hiroko Kuwata | 65           | 2            |  |
|  |             | Emily Webley-Smith | Emily Webley-Smith | 5           | 5           |  |  | 8            | Sherazad Reix | Sherazad Reix | 7            | 6            |  |
|  | 8           | Sherazad Reix      | Sherazad Reix      | 7           | 7           |  |  |              |               |               |              |              |  |

### Sezione 5
|  | Primo turno | Primo turno      | Primo turno      | Primo turno | Primo turno |  |  | Ultimo turno | Ultimo turno     | Ultimo turno | Ultimo turno | Ultimo turno |  |
|  |             |                  |                  |             |             |  |  |              |                  |              |              |              |  |
|  | 5           | Marina Melnikova | Marina Melnikova | 6           | 6           |  |  |              |                  |              |              |              |  |
|  | WC          | Tang Wei         | Tang Wei         | 2           | 1           |  |  | 5            | Marina Melnikova | 2            | 6            | 3            |  |
|  |             | Mizuno Kijima    | Mizuno Kijima    | 2           | 4           |  |  | 9            | Ayaka Okuno      | 6            | 3            | 6            |  |
|  | 9           | Ayaka Okuno      | Ayaka Okuno      | 6           | 6           |  |  |              |                  |              |              |              |  |

### Sezione 6
|  | Primo turno | Primo turno      | Primo turno    | Primo turno | Primo turno |  |  | Ultimo turno | Ultimo turno     | Ultimo turno | Ultimo turno | Ultimo turno |  |
|  |             |                  |                |             |             |  |  |              |                  |              |              |              |  |
|  | 6           | Liu Chang        | Liu Chang      | 6           | 6           |  |  |              |                  |              |              |              |  |
|  | WC          | Shih Hsin-yuan   | Shih Hsin-yuan | 2           | 0           |  |  | 6            | Liu Chang        | 6            | 4            | 2            |  |
|  |             | Tori Kinard      | 7              | 3           | 2           |  |  | 12           | Ljudmyla Kičenok | 3            | 6            | 6            |  |
|  | 12          | Ljudmyla Kičenok | 62             | 6           | 6           |  |  |              |                  |              |              |              |  |